# Ivan Giovanni Tavčar
Ivan Giovanni Tavčar, pesnik, pisatelj, esejist, * 21. april 1943, Trst, † 9. oktober 2022, Trst.

## Življenje in delo
Ivan Giovanni Tavčar je imel očeta Slovenca, saj je bil Kraševec iz Dutovelj, mati pa je bila iz Kanalske doline nemškega porekla, rodil pa se je v Trstu, kjer je tudi opravil šolanje. Zaključil je višjo trgovsko šolo in se zaposlil v špediterskem podjetju do upokojitve.
Tavčarjev prastric je bil duhovnik, msgr. Albin Kjuder – Tomajski (o katerem je leta 2005 napisal obsežno monografijo), ki ga je naučil, da mora vsak dan napisati vsaj eno stran, tega načela se je Ivan tudi vestno držal, saj ga je ogromno stvari tudi zanimalo. Ivan Giovanni Tavčar je pisal je v treh jezikih: italijanščini, slovenščini in nemščini. Od leta 1995 je skupno objavil nad 60 knjig, največ poezije, a tudi dva romana in mnogo esejev o glasbi in o duhovnih razmišljanjih. V italijanščini je izdal kar 30 pesniških zbirk, v slovenščini pa je izšlo 7 pesniških zbirk, ki niso prevodi iz italijanskih pesmi, a so napisane v slovenskem originalu.
Med ogromnim Tavčarjevnim opusom velja omeniti monumentalno knjigo Dizionario dei compositori di Sicilia (Slovar skladateljev iz Sicilije) iz leta 2018, v kateri na več kot 800 straneh ponuja nepogrešljiv priročnik za razumevanje brezmejnega sveta sicilijanske glasbe z več kot dva tisoč gesli. Poleg slovitih imen je opisanih tudi mnogo manj znanih skladateljev, ki gredo od grške dobe do srednjega veka, renesanse, moderne in predvsem sodobnega časa. Leksikon tako ni le orodje za katalogizacijo, temveč tudi pripomoček za spoznavanje določene realnosti, vključno z liki, ki so zaviti v mit, saj so opisani glasbeni skladatelji za tragedije ali komedije, reformatorji, avtorji klasične glasbe, komorne glasbe, melodrame, lahke glasbe in jazza, ne izključje niti skladateljev bendov in ansamblov, avtorje pesmi, aranžerje, ki segajo v nešteto sodobnih zvrsti in slogov, od soula do rapa in reggaeja.
Ivan Giovanni Tavčar je tudi prevajal poezijo (v vse tri jezike, ki jih je uporabljal). Zelo se je zanimal tudi za glasbo in napisal je mnogo muzikoloških del in življenjepisov znanih skladateljev. Sodeloval je tudi z Radiem Trst A, za oddaje je pisal predvsem eseje in biografije znanih glasbenikov in skladateljev.
Ivan Giovanni Tavčar je s članki, poezijami in spisi sodeloval z mnogimi priznanimi kulturnimi revijami in je za svoje literarno delo prejel več nagrad in priznanj, ki jih po lastni izbiri ni nikoli osebno dvignil. Izjemo je naredil leta 2013, ko so mu podelili nagrado vstajenje v Trstu (za knjigo Odselitev).